# 공주북중학교
공주북중학교(公州北中學校)는 대한민국 충청남도 공주시 반죽동에 있는 사립 중학교이다.

## 학교 연혁
- 1967년 10월 21일 : 학교법인 금성학원 인가
- 1967년 10월 25일 : 김석봉 이사장 취임
- 1967년 12월 13일 : 공주북중학교 설립, 9학급 인가(남2, 여1)
- 1968년 1월 1일 : 초대 구종서 교장 취임
- 1968년 3월 5일 : 제1회 입학식
- 1972년 10월 30일 : 제2교사 3층(3교실) 준공
- 1999년 10월 1일 : 학교법인 금성학원 사옥준공
- 2001년 6월 13일 : 제4대 김희자 이사장 취임
- 2017년 1월 10일 : 1학급 감소 인가(10학급)
- 2018년 3월 1일 : 혁신학교 지정
- 2021년 9월 1일 : 제13대 김학도 교장 취임
- 2022년 3월 16일 : 다목적강당(금성관) 개관식
- 2022년 9월 30일 : 그린스마트 미래학교 선정
- 2024년 1월 5일 : 제54회 졸업식(69명, 졸업생 11,534명)

## 참고 자료
- 공주북중학교 - 한국교육학술정보원 학교알리미